# El pasado no perdona (telenovela de 2005)
El pasado no perdona es una telenovela colombiana producida por Fox Telecolombia para RCN Televisión en 2005. 
Está protagonizada por María José Martínez y Bernie Paz, con las actuaciones antagónicas de Rolando Tarajano, Juliana Galvis y Marlon Moreno, con las actuaciones estelares de Andrea Nocetti, Armando Gutiérrez, Martha Isabel Bolaños y el primer actor Julio Medina, así como la participación especial de Bianca Arango. Es una adaptación libre de la obra original de 1990 de Luis Felipe Salamanca y Darío García.
La telenovela es una historia donde el amor es una instrumento de la ambición, la vida y la esperanza; donde las pasiones marcan tanto a sus personajes que es difícil dejarlos atrás y comenzar de nuevo.

## Biografía
Manuel Lara regresa al país después de siete años de estar en Costa Rica para volver a encontrarse con su pasado. Ya no tiene su nombre, ahora se llama Esteban Zaldívar y es fugitivo de la justicia, acusado de haber matado a Juliana Alcázar, la mujer a quien el amaba; un crimen que el no cometió. El regresa a tratar de probar su inocencia y a buscar al verdadero culpable de la muerte Juliana.
Juliana muere cayendo de la montaña que estaba escalando con Esteban. Después de la caída, Esteban va en busca de su socio, Harold y este le revela el siniestro plan que fraguó para inculparlo de la muerte de Juliana. Pero Harold, quien en ese momento es asesinado por otros hombres para mantener su silencio, no es el único culpable, hay alguien más que ordenó el asesinato y Esteban ha regresado para descubrirlo. Lo que no sabe Esteban, es que Harold sobrevivió, quedó cuadrapléjico, sin poder hablar tampoco, amarrado a una silla de ruedas de por vida y siendo cuidado por su novia de siempre: Clemencia, una mujer ambiciosa y que no se detiene ante nada para conseguir lo que se propone.
A su regreso, la única pista que tiene son los Santamaría, ellos quienes tenían un móvil, la herencia de la mamá de Juliana, la cual obtuvieron apenas esta murió. Esteban, pensando que ellos son los culpables, decide comenzar su investigación por ese lado. Pero ahora tiene una enemiga peligrosa: Clemencia. Clemencia conoce la verdadera identidad de Esteban, sabe que regresó al país y va a utilizar esa información para presionarlo. 
Esteban compra una propiedad para poner un negocio como el que tenía antes de salir huyendo. Aquí conoce a un trío de muchachos: Ximena, Saúl y Fernando y se hace amigo de ellos. Ximena queda prendada inmediatamente de Esteban y cuando se entera de los planes de este, se ofrece a ayudarle, en compañía de sus amigos. Esteban conocerá a Ángela, la hermana de Ximena, la mujer que le cambiará la vida y le dará una nueva ilusión pero Ángela está casada y nada menos que con uno de los hombres de los que Esteban sospecha que fue el que lo incriminó: Alfonso Santamaría. Ximena, ayudando a Esteban se lanza a investigar y descubre que Juliana no es quien Esteban creía dándose cuenta de que hay algo turbio en su pasado: en compañía de su amante robó una inmensa cantidad de dinero a varias personas.
El amor entre Esteban y Ángela no será fácil de consumar. Por un lado, Alfonso no va a dejar que su mujer lo deje y va a hacer todo lo posible para que regrese a su lado. Por el otro, Esteban es perseguido por los detectives que contrató Francisco Santamaría. Sin embargo las cosas se le van a complicar todavía más, porque, en el mejor momento de su relación con Ángela, cuando ambos ya se han dado una oportunidad para amarse, ella va a comenzar a sospechar que Esteban tuvo que ver con el asesinato de su padre.

## Elenco
- María José Martínez como Ángela León.
- Bernie Paz como Esteban Zaldivar.
- Rolando Tarajano como Alfonso Santamaria.
- Marlon Moreno como Felipe Santamaria.
- Juliana Galvis como Ximena León.
- Martha Isabel Bolaños como Clemencia.
- Andrea Nocetti como Adriana León.
- Armando Gutiérrez como Gutiérrez.
- Germán Escallón como Jiménez.
- Julio Medina como Francisco Santamaria.
- Juliana Posso como Elsa.
- Bianca Arango como Juliana.
- Juan Carlos Arango como Wilson.
- Marcela Benjumea como Sonia.
- Santiago Alarcón
- Heidy Bermúdez
- Alberto Saavedra
- Juan Sebastián Calero como Fernando.
- Alexander Palacio como Angelito
- Juan David Galindo como Diego.
- Norma Nivia
- Rafael Uribe Ochoa
- Jairo Ordóñez
- Edisson Polo
- Geoffrey Deakin
- Samara de Córdova como Madre de Elsa.
- David Galindo como Diego.
- Franky Linero como Ramiro León.
- Rodrigo Obregón
- Álex Páez como Harold
- Nórida Rodríguez